# Comines-Warneton
Comines-Warneton (en neerlandés Komen-Waasten) es una ciudad-exclave francófona de Bélgica situada en Picardía Valonia y Flandes romana en la Provincia de Henao. El municipio de Comines-Warneton fue el resultado de la fusión de los municipios de Comines, Warneton, Bas-Warneton, Ploegsteert y Houthem en 1977. Tiene la condición de comuna con facilidades lingüísticas por  su minoría de habla neerlandesa, como es el caso de varios municipios belgas. Comines-Warneton es también un municipio especial. De hecho, en las últimas elecciones municipales, desde que no se presentó ningún partido de habla neerlandesa, el colegio del concejal está compuesto por concejales de la oposición. Así, en 2008, el colegio municipal está compuesto por el alcalde y tres concejales CdH, un concejal MR y un concejal PS-Ecolo. Se encuentra en el municipio de Tournai-Mouscron, pero tiene la especificidad territorial de estar sin litoral entre Francia y la región flamenca. Este exclave valón está separado del resto del Hainaut por unos veinte kilómetros. Comines-Warneton no debe confundirse con sus vecinos vecinos y homónimos ubicados en Francia, Comines y Warneton (Departamento del Norte).

## Geografía

### Secciones del municipio
El municipio comprende los antiguos municipios, que se fusionaron en 1977:
| - Comines - Ploegsteert - Warneton - Bas-Warneton - Houthem |

## Demografía

### Evolución
Todos los datos históricos relativos al actual municipio, el siguiente gráfico refleja su evolución demográfica, incluyendo municipios después de efectuada la fusión el 1 de enero de 1977.
| Gráfica de evolución demográfica de Comines-Warneton entre 1846 y 2019 |
|                                                                        |

## Historia
Villa de los Países Bajos Españoles, fue ocupada por Francia en (1645-1648), (1658-1659), (1667-1668). El mariscal Louis de Crevant ordenaría la destrucción de su castillo en 1674, durante la guerra franco-neerlandesa. El Tratado de Rastatt la situó dentro de los Países Bajos Austríacos en 1714.
Una orden del Comité de Salvación de la Primera República francesa de 31 de agosto de 1795 regula el estatuto administrativo de la zona ocupada. 
El Congreso de Viena la anexó al Reino Unido de los Países Bajos, pasando en 1830 a Bélgica. 